# Eurytoma ceanothi
Eurytoma ceanothi är en stekelart som beskrevs av Bugbee 1971. Eurytoma ceanothi ingår i släktet Eurytoma och familjen kragglanssteklar. Inga underarter finns listade i Catalogue of Life.